# Миролюбовка (Томаковский район)
Миролюбовка (укр. Миролюбівка) — село,
Владимировский сельский совет,
Томаковский район,
Днепропетровская область,
Украина.
Код КОАТУУ — 1225481006. Население по переписи 2001 года составляло 61 человек .

## Географическое положение
Село Миролюбовка находится на расстоянии в 1,5 км от сёл Новомихайловка и Грушевое.